# 愛と呼ばれるもの
『愛と呼ばれるもの』（原題: The Thing Called Love）は、1993年制作のアメリカ合衆国の映画。日本では劇場未公開。ピーター・ボグダノヴィッチ監督。
リヴァー・フェニックスの遺作となった。彼は劇中で自作の曲を含め、数曲を自分で歌っている。

## あらすじ
亡き父の影響でカントリー歌手を目指しているミランダは、オーディションを受けるためニューヨークからテネシー州ナッシュビルにやって来たが、ほんの数分の遅刻でその日のオーディションを受け損ねてしまう。
地元のライブハウス・カフェでウェイトレスとして働く事になったミランダは、そこで同じ夢を持つ青年ジェームズと知り合い、恋に落ちる。ミランダはさらに女優志望のリンダや、カウボーイ・ハットのカイルとも出会い、お互い友情を深めていく。 

## キャスト
※括弧内は日本語吹替（VHS版）
- ジェームズ・ライト - リヴァー・フェニックス（宮本充）
- ミランダ・プレスリー - サマンサ・マシス（松本梨香）
- カイル・デヴィッドソン - ダーモット・マローニー（中村秀利）
- リンダ・ルー・リンデン - サンドラ・ブロック（深見梨加）
- ルーシー - K・T・オスリン
- ビリー - アンソニー・クラーク
- トリーシャ・イヤウッド（相沢恵子）

## ディレクターズ・カット版
2015年7月8日、パラマウントジャパンからDVDがリリースされた。ピーター・ボグダノヴィッチ監督

## エピソード
- リヴァー・フェニックスは薬物の影響でかなり状態が悪く撮影は難航したといわれるが、頭はハッキリしていてブレイク前のサンドラ・ブロックについて、「彼女は魅力的だから出演時間を増やした方がいい」と監督に提案した。
- サマンサ・マシスはリヴァー・フェニックス主演のためこの映画のオーディションを受け、撮影で親しくなり交際に発展した。
- リヴァー・フェニックスは晩年近くは俳優より歌手として認められたい願望が強く、歌うシーンがあるためこの作品を受けたといわれる。